# بیرسدیل (ایلینوی)
بیرسدیل (به انگلیسی: Bearsdale) یک منطقهٔ مسکونی در ایالات متحده آمریکا است که در شهرستان مکن، ایلینوی واقع شده‌است. بیرسدیل ۲۱۰٫۰۱ متر بالاتر از سطح دریا واقع شده‌است.